# Sundhoffen
Sundhoffen es una localidad y comuna francesa, situada en el departamento de Alto Rin, en la región de Alsacia. 
 Les habitants sont les Sundhoviens. 

## Demografía
| 900 | 1165 | 812 | 872 | 1 299 | 1 670 | 1 756 | 1 911 |
| Para los censos de 1962 a 1999 la población legal corresponde a la población sin duplicidades (Fuente: INSEE [Consultar]) |      |     |     |       |       |       |       |